# No Matter What (canción de Calum Scott)
«No Matter What» es una canción grabada por el cantautor británico Calum Scott para la edición especial de su álbum debut, Only Human. Se lanzó el 19 de octubre de 2018 como el quinto sencillo del álbum general y el primero de la edición especial.

## Antecedentes
Scott describe «No Matter What» como su «canción más personal» y de la que «[se siente] más orgulloso». El tema cuenta la historia de Scott cuando reveló a sus padres que era gay y las reacciones de estos, que le dijeron que lo amaban «no importa lo que pase» (no matter what). Scott ha declarado que «era una canción que siempre había tenido que escribir, [aunque] una que jamás creí poder compartir. Esta canción está bien fundamentada y ha generado un amplio debate, no solo sobre sexualidad, sino sobre aceptación». Añadió que espera que «constituya un movimiento. Quiero ayudar a la gente, quiero inspirarla, quiero hacerla más compasiva».

## Vídeo musical
El vídeo musical, dirigido por Ozzie Pullin, se lanzó el 8 de noviembre de 2018 en canal de Scott en YouTube, a través de Vevo.

## Recepción crítica
Katrina Rees, de CelebMix, calificó la canción como «una balada para piano espléndida», cuyas letras son «crudas y extremadamente personales».

## Lista de canciones
| Descarga digital |                  |          |  |
| N.º              | Título           | Duración |  |
| 1.               | «No Matter What» | 3:56     |  |

## Posicionamiento en listas
| Lista (2018-19)                             | Mejor posición |
| ------------------------------------------- | -------------- |
| Australian Digital Tracks (ARIA)            | 10             |
| Bélgica (Flandes) (Ultratip Bubbling Under) | 46             |
| Canadá (Canada AC)                          | 30             |
| Escocia (Scottish Singles Sales Chart)      | 53             |

## Historial de lanzamientos
| Región | Fecha                 | Formato                               | Disquera        | Refs. |
| ------ | --------------------- | ------------------------------------- | --------------- | ----- |
| Varios | 19 de octubre de 2018 | Descarga digital, emisión en continuo | Capitol Records | [ 5 ] |